# Katholieke Universiteit van Mozambique
De Katholieke Universiteit van Mozambique (Portugees: Universidade Católica de Moçambique - UCM) is een katholieke universiteit in Mozambique met haar hoofdvestiging in Beira. De universiteit heeft onderzoekscentra en faculteiten in bijna alle Mozambikaanse provincies.

## Geschiedenis
Het idee voor de oprichting van de Katholieke Universiteit van Mozambique ontstond bij Dom Jaime Pedro Gonçalves, aartsbisschop van Beira. De bedoeling was om hoger onderwijs ook in het midden en noorden van Mozambique toegankelijk te maken, terwijl toen alle hoger onderwijsinstellingen in de hoofdstad Maputo geconcentreerd waren. Dom Jaime kreeg steun van de toenmalige gouverneur van de provincie Sofala, Dr. Francisco de Assis Masquil. Dom Jaime bracht het plan voor de oprichting van de Katholieke Universiteit naar de Bisschoppenconferentie van Mozambique en mobiliseerde steun voor de oprichting van de UCM bij verschillende partners, waaronder de Italiaanse Bisschoppenconferentie en de Katholieke Universiteit van Portugal. Op 29 maart 1993 stelde de Bisschoppenconferentie van Mozambique een intentieverklaring op om de UCM op te richten en diende deze in bij de regering van Mozambique. De Katholieke Universiteit van Mozambique werd op 14 september 1995 officieel opgericht. Op 10 augustus 1996 opende de UCM voor het eerst haar deuren met een Faculteit Economie en Management in Beira en een Faculteit Rechtsgeleerdheid in Nampula.

## Faculteiten
- Faculteit Economie en Management
- Faculteit Rechtsgeleerdheid (gevestigd in Nampula)
- Faculteit Onderwijs en Communicatie
- Faculteit Landbouwwetenschappen (gevestigd in Cuamba)
- Faculteit Gezondheidswetenschappen
- Faculteit Toerisme en Informatica (gevestigd in Pemba)
- Faculteit Ingenieurswetenschappen (gevestigd in Chimoio)
- Faculteit Beheer van Natuurlijke Hulpbronnen en Mineralogie
- Faculteit Sociale en Politieke Wetenschappen (gevestigd in Quelimane)
- Faculteit Bos- en Wildbeheer (gevestigd in Lichinga)